# Борботско
Борботско или Борбоцко (на гръцки: Επταχώρι, Ептахори, катаревуса: Επταχώριον, Ептахорион, до 1926 Βουρβουτσικό или Μπουρμπουτσκό, катаревуса: Βουρβουτσικόν, Μπουρμπουτσκόν, Вурвуцико/н или Бурбуцико/н) е село в югозападната част на Егейска Македония, Гърция, част от дем Нестрам в административната област Западна Македония. Край селото е разположен Борботският манастир „Свети Георги“.

## География
Борботско е разположено между планините в долината на Сарандапорос между планините Смолика (Смоликас) от югозапад, Грамос от северозапад и Горуша от изток на главния път от Епир за Македония. Макар и да се води част от македонския дем Нестрам, Борботско географски е в Епир. Граничи със селата Витос (Долос) и Пендалофос (Жупан), Горушко, на изток, Жужел  (Зузули), Костурско, и Фурка, Коницко, на юг, Дросопиги (Канцико), Плая (Зерма) и Ликорахи, Коницко, и Слатина (Хриси), Висанско (Пефкофито) и Селско (Кипсели), Костурско на север, и с планината Горуша или Русотари.

## История

### В Османската империя

#### Създаване и просперитет до XVII век
Съдейки по името, селото вероятно е било българско. В размирното време в края на XVIII век е напуснато от жителите си и заселено от гърци качауни от Епир.
В старите източници ойконимът се среща в много различни варианти: а) Вирбичко (Virbiçko), в османския данъчен дефтер от 1530 година, б) Борбоцико, в османски данъчен регистър от 1568 година, в) Вурписко̀ (Βουρπησκό), в Завордската кондика в годините 1534 – 1692, г) Вирпидзико̀ (Βυρπιτζικό), в документ от 1658 година на манастира „Успение Богородично“ в Спилео, Гревенско, д) Ворподзико̀ (Βορποτζικό), в Йерусалимската кондика от 1660 година, е) Бурбуцо̀ (Μπουρμπουτσό), в народна песен за капитан Тоцкас, който е действал в годините 1750 – 1780: „Помогни Свети Илия на Бурбуцо и от Самарина…“, ж) Борбудзико̀н (Μπορμπουτζικόν), в запис от 1797 година в Зосимовата кондика на Сисанийската митрополия, з) Порпудзико̀н (Πορπουτζηκό), на антиминс от 1820 година, изписан в Литонявиста, Коницко, и) Борбодзикон (Μπορμποτζικόν), в документ на Костас Граматикос, написан в 1826 година и в епископски документ от 1841 година, й) Порпудзио̀тис (Πορπουτζιότης), в надпис от 1778 година върху икона в Кримини, к) Борбудзио̀тис (Μπορμπουτζιώτης), в надпис от 1785 година върху икона в Жиковищкия манастир.
Османският данъчен регистър от 1530 година включва Вирбичко сред селищата на каза Астин (по-късно Хрупища) и посочва, че жителите му са християни, разделени на 94 семейни домакинства и 38 неженени домакинства (общо данъчни домакинства 132) и подлежат на данък от 8 403 аспри. В съседните села данъчните домакинства са: Кримини 41, Петрици 21, Жупан 173, Жужел 48, Слатина 98, Висанско.
През 1568 година в данъчния регистър на Корчанската каза и нахията Хрупища за Борбоцико е записано следното: „То е тимар (хас) на султана, а преди това на спахия, жителите му са християни, разделени на 62 семейни домакинства и 14 неженени домакинства (общо данъчни домакинства 76) и подлежат на общ данък от 2000 аспри за посеви, за зърно, пчеларство и конопени продукти, за производство на свине и слама, за закупуване на вино, за съхранение на продукти, за придобиване на поземлени права и за сключване на бракове. Данъците на съседните села са били: Кримини 2000, Петрици 1500, Жупан 18 000, Слатина 3000, Висанско 5000.
Според местните предания през XVII век в землището на Борботско има поне 11 стари села, някои от които са били самостоятелни села със собствени църкви: Кримини, Петрици, Парацико, Ренда, Дряново. Смята се, че тези селища или са образували Борбоцико, или са създадени от жителите му. Възможно е концентрацията на всички по-малки селищни групи в една точка да е свързана и с основаването на манастира „Свети Георги“.
Приписка от 1651 година в църковната книга на Борботския манастир, посочва, че по това време Самуил е служил като свещеник и учител в селото. От Борботско са и следните иконографи също са били селяни: Илияс „от областта Вирпидзико“, който изписва стените на католикона на манастира „Успение Богородично“ в Спилео в 1658 година заедно с Михаил от Зерма, „йеромонах Неофит Порпудзиотис“, който изписва икона от 1778 година в „Свети Евстатий“ в Кримини и Димитриос Борбодзиотис, който изписва Жиковищкия манастир в 1785 годин заедно с Михаил Хионадески.
Монасите от Гроба Господен, които събират дарения в 1660 година посещават 8 селища в района сред които „благословената земя на Борбоцико“ (на 28 октомври, със сняг) и „земята на Кримини“ (на 18 октомври). 16 семейства от Борбоцико допринасят с дарения, от които 8 на свещеници, а двама дарители са посочени като Маноел, син на свещеник, и свещеник Станос (вероятно роднина на гореспоменатия свещеник Самуил). В Кримини са допринесли 13 семейства, от които 8 са принадлежали на свещеници. По това време в Борботско е имало и енорийска църква „Света Параскева“, която е заменена от сегашната енорийска църква на селото в 1914 година.

#### При Али паша Янински
Просперитетът свършва около 1665 година, когато районът започва да страда от произвола на албанците и от епидемии. Селата започват да разчитата на платената защита на бейовете, която обаче е неефективна след 1769 година. В годините 1769 – 1790 година Москополе, Грамоща, Линотопи и други са опустошени, а в 1774 година група от 3000 албанци изнудва за пари селяните от Жупан и Костанско, опожарява Кримини и Луври и събира хиляди животни от околните села.
Али паша овладява пашалъка Янина в 1788 година, покорява Коницко и Южна Албания в 1789 година, след ожесточени битки се водят в района между Корча и Костур, преследва или амнистира бандити, реформира дервенджиите на колове и поддържа малки военни сили на различни места. В каза Коница, към която принадлежи и Борботско, военен офицер е Осман ага, а дервенага – Мехмет бей Фразиалис с 30 свои войници, който обаче не се опитва ревностно да спре грабежите и кражбите на животни от албанците, и поради тази причина през 1814 година Али назначава селянина Досас със 150 войници за генерален дервенага на областите Коница и Хрупища. Али плаща заплатите на войниците, както и на лекар от Перемет, и дава на Доса сабя. Войниците на Доса, разделени на 5 групи от по 20 души, наблюдавали следните райони: Фитоко, Приасопос-Арена, Борботско, Горуша и Ренда и унищожили разбойниците и крадците на добитък в рамките на една година.
В 1812 година Али наема образования селянин Николаос Голецис за кореспонденцията с района на Хрупища. В 1814 година Али иска от селския кмет Анагностис Гавомихалис да му даде парцел земя като подарък в Борботско, за да построи там своя резиденция. Той подготвя съответното споразумение и кметът го подписва, без да го чете. В споразумението обаче е посочено също, че селото ще плаща на Али 12 000 годишно като агалък, тоест за защитата, която той ще осигури на селото. В селото е построена неговата резиденция (кула). В 1817 година Али изисква от първенците да му се плати агалък, но те отговарят, че агалък, ако се дължи, трябва да се поеме от всички села в района. Али, след три неуспешни опита да превземе селото от Осман ага и Мехмет бей, уволнява граматика Голецис и нарежда селото да бъде изгорено. В приписка в книга на манастира Литонявиста, се казва: „За спомен, когато везирът изгори Пурпуджико в година 1820, юли, 14 ден от седмицата.“ („Θήμηση οταν  ο βεζήρης ἔκαψε το πουρπουτζηκό ἐν ετη 1820 Ιουλίου 14 ημέρα τετράδη“). На 28 октомври 1820 година Осман ага залавя и обезглавява Досас. Костас Граматикос или Вурбианитис, член на двора на Али паша, отпуска назаем в 1814 година на Анагностис Гавомихалис 900 гроша, а в 1816 година на Гавомихалис, Спанос и децата на Курсумблис 300 гроша, за да платят за „Палеокриминската зима“, в 1816 година и 1819 година на общността на Борботската община 576 гроша и 1033 гроша съответно. Той е илтизамджия за събирането на данъчните задължения на селото, заедно с Костас Сурлас от Пирсояни и Спирос Ракос.

#### Участие в Гръцкото въстание
В 1820 година Маркос Боцарис охранява Фуркенския и Борботския проход, за да предотврати навлизането на султанските войски срещу Али паша. Той се среща с Досас, може би защото и той вербува жители на Борботско. През 1822 година по време на Гръцката война за независимост по негова покана Голецис отива и се сражава в Пета и Месолонги със 70 селяни и 40 селяни от района, както и Канциотис Стриктурас с 300 свои селяни. Впоследствие борботчени се сражават под командването на Теодорос Колокотронис, а след това под командването на Георгиос Караискакис, който подарява на командира Голецис две саби. Голецис е записан от Николаос Касомулис като „Николаос Вурвудзиотис от Бурбудзио“ („Νικόλαος Βουρβουτζιώτης ἀπό τό Μπουρμπουτζιό“), командир с 40 души, лишен от заплатите си за една година. През 1827 година 30 мъже се завръщат в Борботско, твърдейки, че са пътували като строители, докато ранените остават в района на Ламия. Голецис работел във воденицата си в селото, където бил убит от един луд.

#### Продажба на селото
След падането на Али паша, селото поискало платена защита (агалък) от албански бейове срещу 3000 гроша. В 1828 година вълненията се засилили и бейовете поискали 15 000 гроша като агалък и поради отказа на първенците в 1829 година те нападат два пъти Борботско, а в 1830 година опожаряват по-голямата част от махалите му. Скоро след това селото било прехвърлено от Коницката в Хрупищката каза на Корчанския санджак след съответно заявление, което Борботско подава заедно с 5 съседни села. Така вече селото става емляк и трябва да плати на държавната хазна 12 000 гроша, за които борботчени се договорят с Али паша. В 1843 година тази сума била увеличена с 50%.
През 1857 година е наложена системата за събиране на данъци чрез отдаване под наем (илтизами) и изчисляването им върху продукцията, в резултат на което селото, което е имало 150 чифта орни животни и 16 000 овце и кози, е значително обременено, а 30% от жителите го напускат В 1876 година двама албанци се договарят със селяните да купят селото за 11 500 лири, а неплатената цена от 7500 лири превеждат в държавната хазна и оказват натиск върху селяните да я платят, поради което много от тях се изселват, особено през годините 1882 – 1884. Въпреки че султанът, при когото са изпратени двама селяни, реабилитира селото, каймакамите нареждат изземването и продажбата на селото от тричленна комисия, но неговите членове и каймакамите са арестувани от 65 мъже на Янулис Зермас в 1880 година. Това е последвано в 1886 година от лишаването от свобода на селските първенци, съдебно решение за признаване на дълга в 1892 година, конфискация на 4000 овце и кози в 1892 година и накрая опрощаване на непогасените дългове от султана в 1900 година. Селската гора е призната за общинска през 1925 година.

#### Участие в Гръцките въстания от 1854 и 1878 година
В 1854 година по време на Гръцкото въстание борботченинът Манелас, ветеран стотник от Гръцката революция с 60 съселяни и 40 мъже от съседните села се присъединяват към партизанската сила на Хаджипетрос, воюват в Тесалия заедна с 40 съселяни, сред които са капитан Карагеоргос Мандопулос и Циугрулас, а след прекратяването на движението някои от тях остават в планините като партизани или като хайдути. По време на движението от 1878 година те отново се сражават в Тесалия, а капитан Карагеоргос с 85 от хората си се премества от Тесалия в манастира „Свети Георги“ в Борботско и дава сражения на военни части в областта и чак до Преспа. Тези, които живеели в планините близо до селото, го посещавали често, поради което видни негови фигури били арестувани и затворени в Янина като сътрудници на четниците. В селото била разположена военна част, а на командващия на да пъти е наредено да изгори селото, но той се въздържа, според преданието, защото му се присънил Свети Георги.

#### Учебно и църковно дело
От поне 1854 година в селото служили 2 – 3 учители, като например: Димитриос Папайоану, който е дошъл от Лискаци, Коницко, и е учил в училището Зосимеа в Янина, и селяните В. Циропулос, Гр. Музас, Т. Анастасопулос и други, които са учили в училищата в Сятища и Цотили. В 1853 година в селото е построено тристайно училище. Поне през 1897, 1903 и 1908 година е имало и учители за момичетата. През 1913 година е записано, че селото „има 900 души, гръцко училище, училище за момчета с шест класа и училище за момичета с четири класа, 72 ученици, 52 момичета, 3 учители, 2 учители, 3 свещеници“.
В селото са построени следните църкви: „Свети Димитър“ (1830), „Преображение Господне“ (1840), „Свети Николай“ (1869), „Свети Илия“ (1870), „Свети Атанасий“ (1897) и „Света Варвара“ (1910). В манастира „Свети Георги“ понякога са живели монахини. В 1865 година католиконът му е определен за енорийска църква, в 1881 година килийното му крило е построено отново, но в 1900 година килиите са разрушени, а наемателят на имотите му не плаща наем на общината. През 1918 година манастирът е присъединен към манастира „Света Троица Жупанска“.

#### Участие в Гръцката въоръжена пропагадна в началото на XX век
По време Илинденско-Преображенското въстание в 1903 година, при похода в Колонията, отрядът на Васил Чекаларов обмисля нападение над Борботско, но появата на голяма османска войска го принуждава да се завърне в Костенарията. В Борботско е създаден гръцки революционен комитет. През селото минават Павлос Мелас и други гръцки капитани преминават през селото. Свещеникът от съседното Либохово пише в дневника си: „изпратихме два товара боеприпаси във Ворвоско до четата на командира Стефанос Мальос“ (1905), „командирът К. Бураниотис с 8 души избяга през Ворвоско“ (1905), „те отидоха с боеприпаси във Ворвоско“ (1907).

#### Икономика
През 1886 година Вурвуско (Βουρβουσκό) има 1400 жители, християни, църква, мъжко училище, чешми и ханове. Преди 1940 година мъжете от селото обикновено са се прехранвали като земеделци, животновъди, дървосекачи, строители на къщи, учители, шивачи, търговци, ловци и други, докато жените са се занимавали със земеделие и занаяти. В 1885 година 69 селяни са работили на Света гора като строители на къщи, дървосекачи и въглищари.
В края на XIX век Борботско е център на нахия от няколко села в Костурската каза. Според статистиката на Васил Кънчов („Македония. Етнография и статистика“) в 1900 година Борботско (Борбоско) има 1750 жители гърци.
На Етнографската карта на Битолския вилает на Картографския институт в София от 1901 година Бурботско е чисто гръцко село в Костурската каза на Корчанския санджак със 160 къщи.
По данни на секретаря на Българската екзархия Димитър Мишев („La Macédoine et sa Population Chrétienne“) в 1905 година в Борбатско има 2000 гърци и в селото работят гръцко основно и прогимназиално училище.
Гръцка статистика от 1905 година показва Вурвуцико като паланка с 1400 жители гърци.

#### В Балканската война
През октомври 1912 година, при избухването на Балканската война, около сто въоръжени мъже от Борботско, Жупан и Дуско, се събират в манастира „Свети Георги“. Албанските войници в селото убиват двама старейшини и раняват четирима, а жителите се укрили в манастира. Селянинът Тимиос Сяматас, който току-що се завърнал от Америка, издига гръцкото знаме на хълма Свети Димитър, там е отслужена благодарствена литургия. Гръцката армия влиза в селото на 21 ноември 1912 година.

### В Гърция
След Междусъюзническата война в 1913 година селото влиза в Гърция. В 1926 година е прекръстено на Ептахорион (в превод Седмоселие).
Жителите се занимават със скотовъдство и експлоатация на горите. В гората на селото в 1913 година са направени 20 000 оки въглища, а в 1915 година са отсечени 20 кубически метра дървен материал. В 1940 година селото е отглеждало зърнени култури на 3000 декара и е имало 10 000 овце и кози, 250 говеда и 320 впрегатни животни. В 1979 година сред жителите на селото има: 83 преподаватели, 14 военнослужещи, 15 лекари, 4 биохимици, 9 строителни инженери, 5 агрономи и лесовъди, 12 юристи.
По време на Гражданската война пострадва силно и е напуснато от жителите си. След войната е възстановено. Много от жителите на селото емигрират отвъд океана.
От 1997 година Борботско е център на самостоятелната община Аренес (Κοινότητα Αρρένων), която от 1 януари 2011 година по закона Каликратис е слята с дем Нестрам.
| Име       | Име          | Ново име       | Ново име      | Описание                                                                                |
| --------- | ------------ | -------------- | ------------- | --------------------------------------------------------------------------------------- |
| Бухеци    | Μπουχέτσι    | Ипсома Плапани | Ύψωμα Πλαπάνη | връх в Грамос (1699,9 m), СЗ от Борбортско                                              |
| Ренда     | Ρέντα        | Палиохори      | Παλιοχώρι     | местност в Талиарос, СИ от Жужел                                                        |
| Барцкулия | Μπαρτσκούλια | Амбелонес      | Ἀμπελῶνες     |                                                                                         |
| Кури      | Κουρί        | Дасорахи       | Δασόραχη      | връх в Талиарос (1358 m), ЮИ от Борботско                                               |
| Репето    | Ρέπετο       | Какотопос      | Κακότοπος     | местност по левия бряг на Сарандапорос, З от Борботско, след устието на Жужелската река |

| Година    | 1913 | 1920 | 1928 | 1940 | 1951 | 1961 | 1971 | 1981 | 1991 | 2001 | 2011 | 2021 |
| --------- | ---- | ---- | ---- | ---- | ---- | ---- | ---- | ---- | ---- | ---- | ---- | ---- |
| Население | 869  | 657  | 732  | 947  | 595  | 622  | 438  | 368  | 432  | 293  | 295  | 187  |

## Личности
Родени в Борботско
- Димитриос Борбодзиотис, зограф от XVIII век
- Йоргос Янулис (1915 – 1948), офицер от ДАГ
- Николаос Голецис, участник в Гръцката революция от 1821 година[16]